# Armascirus sabrii
Armascirus sabrii är en spindeldjursart som beskrevs av Bashir, Afzal och Muhammad Sharif Khan 2008. Armascirus sabrii ingår i släktet Armascirus och familjen Cunaxidae. Inga underarter finns listade i Catalogue of Life.